# Linoléyl-CoA désaturase
La linoléyl-CoA désaturase, ou acyl-CoA Δ6-désaturase, est une oxydoréductase qui catalyse les réactions :
- linoléyl-CoA + 2 ferrocytochrome b5 + O2 + 2 H+  {\displaystyle \rightleftharpoons }  γ-linolényl-CoA + 2 ferricytochrome b5 + 2 H2O ;
- α-linolényl-CoA + 2 ferrocytochrome b5 + O2 + 2 H+  {\displaystyle \rightleftharpoons }  stéaridonyl-CoA + 2 ferricytochrome b5 + 2 H2O.

Cette enzyme utilise un cation de fer Fe2+/Fe3+ comme cofacteur.